# Peter II. von Wolhusen
Peter II. von Wolhusen (* unbekannt; † 23. April 1386) war von 1376 bis 1386 der 27. Abt des Benediktinerklosters Einsiedeln.

## Leben
Wegen der geringen Anzahl der Konventmitglieder bekleidete Peter 1360 als Mönch gleichzeitig drei Klosterämter: Er war Kantor, Kustos und Kämmerer zugleich. Bis zum Jahr 1376 war Peter auch Propst in St. Gerold.
Kurz nach Amtsantritt als Abt brach das abendländische Schisma aus und Peter hielt mit seinem Konvent, wie die eidgenössischen Orte auch, zu Papst Urban VI.
Unter Abt Peter erlebte die Wallfahrt einen starken Aufschwung, sodass die Basler Annalen im Jahr 1380 von einer Million Pilgern berichteten.
Durch die Einfälle der Gugler in den Jahren 1375/76 litten die Stiftsgüter im Aargau und im Luzernischen. Um sich vor einer Verschuldung zu schützen, musste Abt Peter einige Güter veräussern.